# Brendan Williams (rugbysta)
Brendan Williams (ur. 21 maja 1978 w Urbenville) – australijski rugbysta podczas kariery występujący na pozycji obrońcy, wieloletni zawodnik klubu Benetton Rugby Treviso, reprezentant kraju w odmianie rugby 7, medalista Pucharu Świata 2001 i Igrzysk Wspólnoty Narodów 1998, mistrz świata U-21 z 1998, sześciokrotny mistrz Włoch.

## Kariera klubowa
W młodości uprawiał boks, futbol australijski oraz rugby league, z rugby union zaczął grać w wieku szesnastu lat. Na poziomie klubowym był związany z Randwick DRUFC – w sezonie 1998 otrzymał nagrodę dla debiutanta roku, a  w roku 2000 triumfował w rozgrywkach Shute Shield. Otrzymał także kontrakt w zespole Waratahs. W jego barwach zadebiutował w 1998 roku w meczu ze Szkocją, w 2001 roku ośmiokrotnie wystąpił w rozgrywkach Super 12, łącznie zaliczając dziesięć spotkań i dwa przyłożenia.
Problemy osobiste oraz związane z alkoholem i narkotykami spowodowały, iż został zerwany z nim kontrakt, przeniósł się zatem za granicę. Wyjechał do Włoch, gdzie na sezon 2001/2002 związał się z Petrarca Rugby, w którym grał także w sezonie 1999/2000. W obu tych okresach zagrał łącznie w 39 spotkaniach.
W lipcu 2002 roku przeniósł się do Benetton Rugby Treviso zostając trzydziestym trzecim obcokrajowcem i drugim Australijczykiem w historii tego klubu (pierwszym był Michael Lynagh). W listopadzie 2011 roku w trakcie dziesiątego sezonu gry w barwach Benettonu przekroczył barierę dwustu spotkań jako szesnasty zawodnik w historii klubu. Zakończył karierę sportową 2 maja 2014 roku dwieście pięćdziesiątym występem, a w trakcie jego pobytu zespół z Treviso zdobył sześć tytułów mistrza Włoch oraz po dwa puchary i superpuchary kraju. Indywidualnie zaś kilkukrotnie zdobywał wyróżnienie dla najlepszego gracza rozgrywek oraz triumfował w klasyfikacji przyłożeń.

## Kariera reprezentacyjna
W 1996 roku reprezentował stan w kategorii U-18, otrzymał również powołanie do kadry Australian Schoolboys. Z kadrą U-21 wystąpił w 1998 roku na mistrzostwach świata, gdzie zdobył dające końcowy triumf przyłożenie.
Z seniorską reprezentacją dwukrotnie wystąpił w turniejach rugby 7 na Igrzyskach Wspólnoty Narodów – w 1998 zdobywając brązowy medal i plasując się na czwartej pozycji osiem lat później.
Był częścią zespołu, który zajął trzecie miejsce w IRB Sevens World Series w sezonie 1999/2000. Znalazł się również w składzie na Puchar Świata 2001, w którym Australijczycy ulegli w finale Nowozelandczykom, a sam Williams został zwycięzcą zarówno w kategorii przyłożeń, jak i punktowej.

## Sukcesy
- Puchar świata w rugby 7: 2. miejsce (2001)
- Igrzyska Wspólnoty Narodów: 3. miejsce (1998)
- Mistrzostwa świata U-21: 1. miejsce (1998)
- IRB Sevens World Series: 3. miejsce (1999/2000)
- Mistrzostwo Włoch: 2002/03, 2003/04, 2005/06, 2006/07, 2008/09, 2009/10
- Puchar Włoch: 2004/05, 2009/10
- Superpuchar Włoch: 2005/06, 2009/10